# 진안군 (1948년 선거구)
진안군은 대한민국의 옛 국회의원 선거구이다. 당시 전라북도 진안군 지역을 관할했다.

## 역사
제헌 국회의원 선거를 앞두고 진안군 전 지역을 관할하는 선거구로 신설되었다.
제6대 국회의원 선거를 앞두고 장수군, 무주군 선거구와 통합되어 진안군·장수군·무주군 선거구를 이루게 됨에 따라 폐지되었다.

## 역대 국회의원
| 선거   | 정당 | 정당       | 의원   |
| ------ | ---- | ---------- | ------ |
| 1948년 |      | 무소속     | 오기열 |
| 1950년 |      | 대한국민당 | 김준희 |
| 1954년 |      | 자유당     | 이복성 |
| 1954년 |      | 자유당     | 박정근 |
| 1958년 |      | 무소속     | 이옥동 |
| 1960년 |      | 무소속     | 전휴상 |

## 역대 선거 결과

### 대한민국 제헌 국회의원 선거
|  | 33.76% |

|  | 31.54% |

|  | 21.94% |

|  | 12.75% |

### 대한민국 제2대 국회의원 선거
|  | 13.59% |

|  | 11.26% |

|  | 9.34% |

|  | 8.59% |

|  | 8.26% |

|  | 7.18% |

|  | 6.05% |

|  | 5.94% |

|  | 5.48% |

|  | 5.07% |

|  | 4.07% |

|  | 4.00% |

|  | 3.53% |

|  | 3.02% |

|  | 2.61% |

|  | 1.91% |

### 대한민국 제3대 국회의원 선거
|  | 40.56% |

|  | 16.14% |

|  | 14.67% |

|  | 9.77% |

|  | 8.48% |

|  | 3.76% |

|  | 3.47% |

|  | 3.12% |

|  | 0% |

|  | 0% |

|  | 0% |

### 1954년 대한민국 재보궐선거
이복성 의원의 사망으로 인해 치러진 1954년 대한민국 재보궐선거에서 자유당 박정근 후보가 당선되었다.

### 대한민국 제4대 국회의원 선거
|  | 52.37% |

|  | 47.62% |

### 대한민국 제5대 국회의원 선거
|  | 18.94% |

|  | 16.96% |

|  | 14.04% |

|  | 13.03% |

|  | 11.98% |

|  | 11.20% |

|  | 9.59% |

|  | 4.22% |